# TEOM
Ein TEOM (Abkürzung von englisch Tapered Element Oscillating Microbalance) ist ein Messgerät zur Bestimmung von Schwebstaub. Das Messprinzip basiert darauf, dass die Eigenfrequenz eines schwingenden Systems masseabhängig ist.

## Aufbau und Verfahren
In einer konischen Glasröhre ist ein Filter angebracht, durch den das zu beprobende Gas geleitet wird. Der obere Teil der Glasröhre ist mit einer elektrisch leitenden Schicht überzogen, die sich zwischen zwei flachen Elektroden befindet, die ein konstantes elektrisches Feld aufrechterhalten. Ein durch die leitende Schicht fließender oszillierender Strom löst eine Schwingung der Glasröhre aus. Im Gleichgewichtszustand entspricht die elektrische Schwingungsfrequenz der mechanischen Eigenfrequenz der konischen Glasröhre. Die Eigenfrequenz ist masseabhängig und somit auch abhängig von der Filterbeladung.
Messgeräte, die nach dem Prinzip des TEOM arbeiten, können sowohl für Immissions- als auch für Arbeitsplatzmessungen eingesetzt werden. Ebenso ist ihr Einsatz bei der Erfassung diffuser Emissionen möglich. Sie werden sowohl für den ortsfesten als auch für den personengebundenen Einsatz angeboten.
Mit einem TEOM können Staubkonzentrationen direkt ausgegeben werden. Entsprechende Vorabscheider erlauben die Messung der Fraktionen PM10, PM2,5 und PM1. Um die Kondensation von Wasserdampf zu vermeiden, wird das System auf einer Temperatur von 50 °C gehalten. Dadurch ist eine Messung flüchtiger Partikel nicht möglich.